# Scelio improcerus
Scelio improcerus är en stekelart som beskrevs av Alan Parkhurst Dodd 1927. Scelio improcerus ingår i släktet Scelio och familjen Scelionidae. Inga underarter finns listade i Catalogue of Life.